# Bamba (Mali)
Bamba ist eine Stadt und ländliche Gemeinde im Zentrum Malis. Die Stadt liegt am Ufer des Flusses Niger, 190 Kilometer östlich von Timbuktu und 230 Kilometer nordwestlich von Gao. Die Gemeinde Bamba besteht aus 19 kleineren Dörfern und sieben nomadischen Gruppen, darunter überwiegend Songhai, aber auch Tuareg und Bozo. Bei der Volkszählung im Jahre 2009 hatte die Gemeinde etwa 29.000 Einwohner.
Anfang Oktober 2023 erklärten Tuareg-Rebellen der Coordination des mouvements de l’Azawad (CMA) sie hätten der Armee die Kontrolle über die Stadt Bamba entrissen. Auch angegriffen wurde ein Militärstützpunkt in der Region Mopti sowie die Stadt Dioura.
Ted Joans schrieb ein Gedicht zu Bamba mit dem Titel Le fou de Bamba (dt.: Der Wahnsinnige von Bamba).

## Bildergalerie

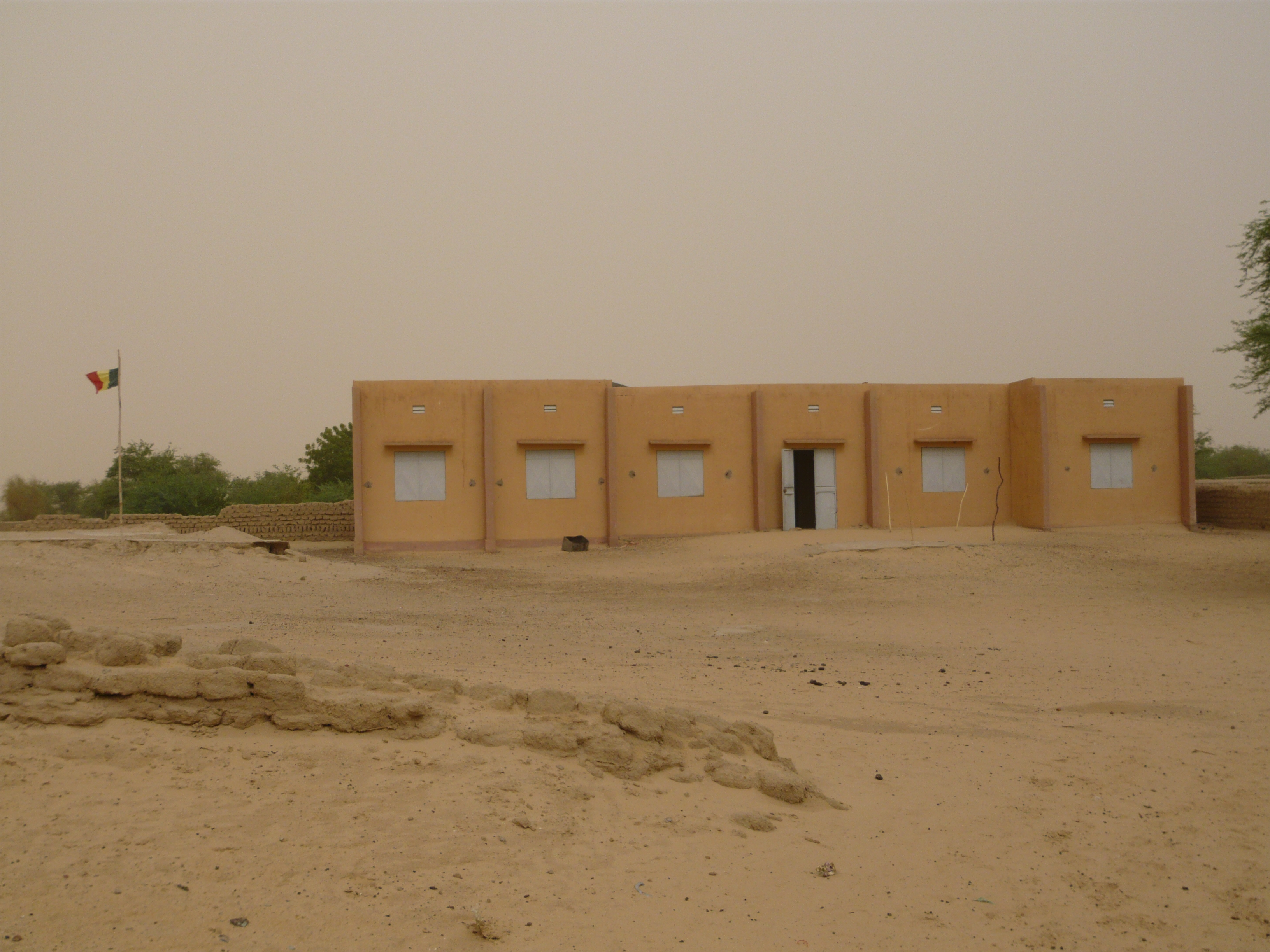
Rathaus von Bamba (2008)
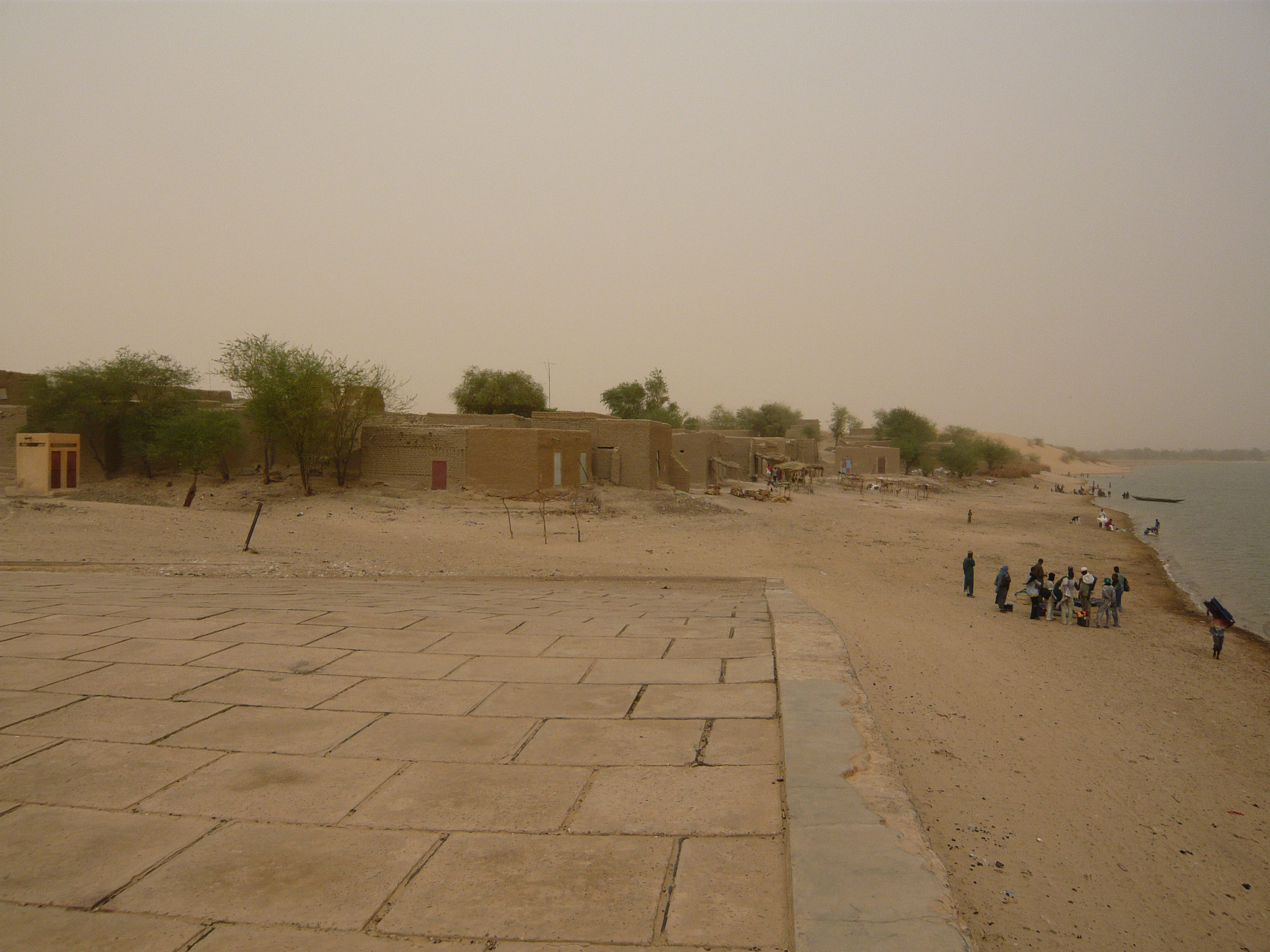
Hafen und Strand von Bamba (2008)
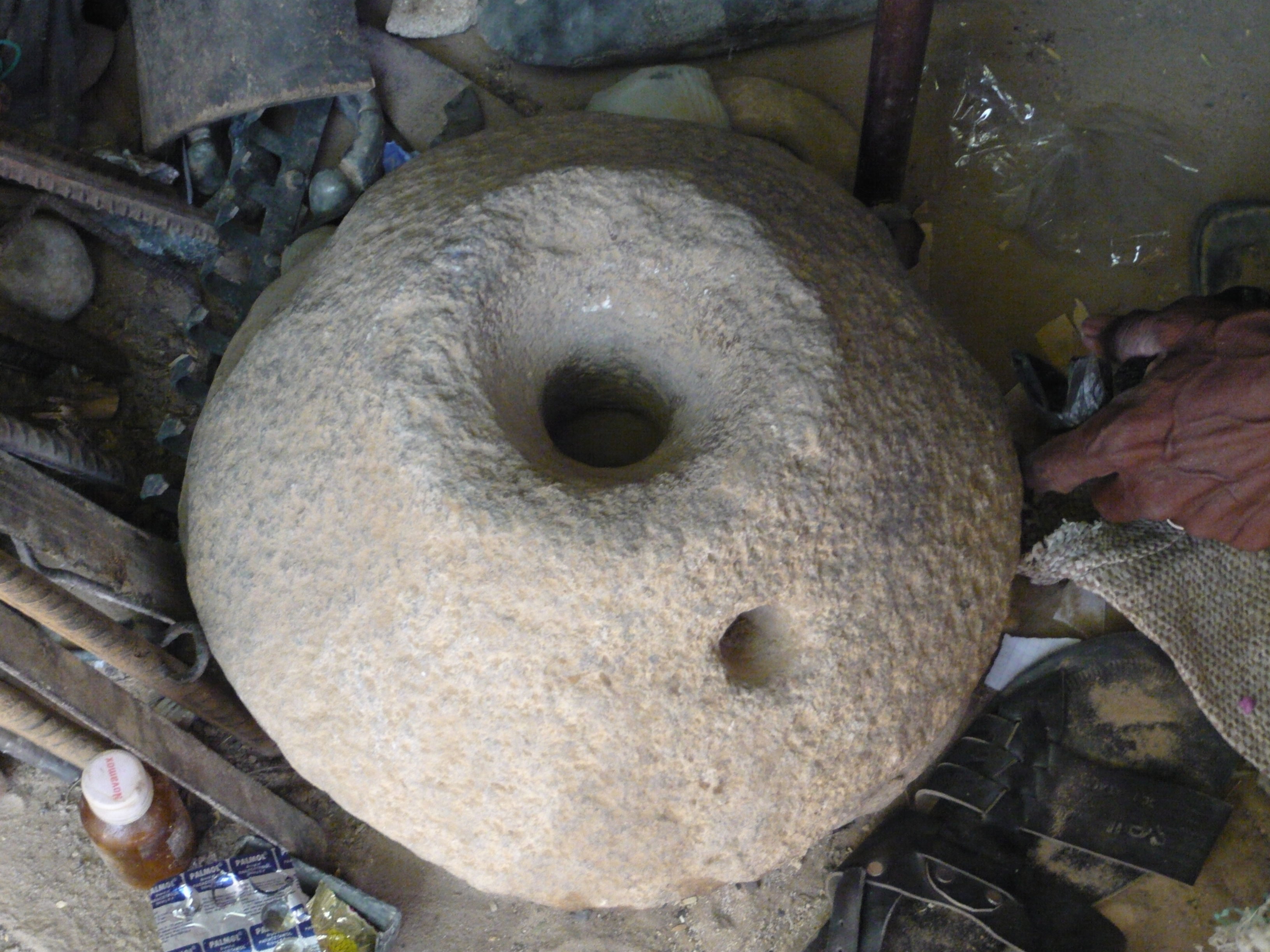
Prähistorische Mühle in Bamba (2008)